# Маундридж (Канзас)
Маундридж (англ. Moundridge) — місто (англ. city) в США, в окрузі Макферсон штату Канзас. Населення — 1974 особи (2020).

## Географія
Маундридж розташований за координатами 38°12′14″ пн. ш. 97°30′56″ зх. д. / 38.20389° пн. ш. 97.51556° зх. д. (38.203779, -97.515487).  За даними Бюро перепису населення США в 2010 році місто мало площу 3,66 км², уся площа — суходіл.

## Демографія
Згідно з переписом 2010 року, у місті мешкало 1737 осіб у 736 домогосподарствах у складі 461 родини. Густота населення становила 474 особи/км².  Було 803 помешкання (219/км²).
Расовий склад населення:
| - 96,9 % — білих - 0,4 % — корінних американців - 0,3 % — чорних або афроамериканців - 0,1 % — азіатів |

До двох чи більше рас належало 1,3 %. Частка іспаномовних становила 3,4 % від усіх жителів.
За віковим діапазоном населення розподілялося таким чином: 21,6 % — особи молодші 18 років, 50,8 % — особи у віці 18—64 років, 27,6 % — особи у віці 65 років та старші. Медіана віку мешканця становила 46,6 року. На 100 осіб жіночої статі у місті припадало 85,4 чоловіків;  на 100 жінок у віці від 18 років та старших — 79,3 чоловіків також старших 18 років.
Середній дохід на одне домашнє господарство  становив 55 273 долари США (медіана — 44 886), а середній дохід на одну сім'ю — 68 537 доларів (медіана — 59 444). Медіана доходів становила 45 000 доларів для чоловіків та 28 750 доларів для жінок. За межею бідності перебувало 8,5 % осіб, у тому числі 15,4 % дітей у віці до 18 років та 8,0 % осіб у віці 65 років та старших.
Цивільне працевлаштоване населення становило 816 осіб. Основні галузі зайнятості: освіта, охорона здоров'я та соціальна допомога — 35,9 %, виробництво — 22,4 %, роздрібна торгівля — 6,1 %, будівництво — 6,1 %.